# Lois Welzenbacher
Lois Welzenbacher, eigentlich Alois Johann Welzenbacher (* 20. Januar 1889 in München; † 13. August 1955 in Absam, Tirol) war ein österreichischer, in Deutschland geborener Architekt, der überwiegend in Bayern, Österreich und Südtirol tätig war.

## Leben
Welzenbacher, Sohn des Steinmetzes Alois Welzenbacher, besuchte zwischen 1903 und 1908 die Staatsgewerbeschule in Wien, absolvierte jedoch nebenbei eine Maurerlehre bei Karl Johann Schmidt. 1910 bis 1911 studierte er an der Kunstgewerbeschule München und 1912 bis 1914 an der Technischen Hochschule München bei Theodor Fischer und Friedrich Thiersch Architektur. Nach dem Ersten Weltkrieg ließ er sich ohne Studienabschluss in Innsbruck nieder. 1926 bekam er allerdings die 1. und 2. Staatsprüfung zuerkannt. 1929 bis 1930 war Welzenbacher Stadtbaudirektor in Plauen, anschließend ließ er sich als freier Architekt in München nieder. 1932 erhielt er in einem Wettbewerb für Ausstellungsgebäude an Stelle des 1931 abgebrannten Münchner Glaspalasts den 4. Preis.
Er vertrat in der Zwischenkriegszeit eine alpine Variante der klassischen Moderne und setzte sich auch früh für Hochhausbauten ein wie beispielsweise schon 1924 am Innsbrucker Bahnhofsvorplatz. Seine zahlreichen Wohnhausbauten zeichnen sich durch die konsequent moderne Formensprache mit einer starken Betonung der Kurve aus, passen sich aber jeweils der gegebenen Landschaft an. Die internationale Bedeutung seiner Entwürfe zeigen sich auch darin, dass er als einziger Architekt aus Österreich auf der Ausstellung „International Style“ im Jahr 1932 im Museum of Modern Art in New York vertreten war.
Am 15. Dezember 1933 wurde Welzenbacher Mitglied in der Reichskammer der bildenden Künste und versuchte in der Folgezeit mit Entwürfen zu einem gleichermaßen modernen und regional inspirierten Baustil Aufträge zu erhalten. Der Bau eines Kinos in Mittenwald (mit anschließendem Wohnhaus für die aus Innsbruck stammende Besitzerfamilie Reheis) markiert diese Phase, wobei die Fresken von Heinrich Bickel und die ins Monumentale gesteigerte „Mittenwalder Balkengiebel“ in der zeitgenössischen Presse besonders gewürdigt wurden.
Wie zahlreiche andere Architekten der Moderne auch, suchte Welzenbacher während der nationalsozialistischen Diktatur Zuflucht im Industrie- und Rüstungsbau, der einzigen Bausparte, in der noch moderne Bauten möglich waren. Zwischen 1939 und 1945 war er Hausarchitekt der Siebel Flugzeugwerke in Halle (Saale). Die Aufträge während der NS-Zeit ermöglichten Welzenbacher, sich 1935 ein Wohnhaus mit Atelier am Blütenring im Münchner Stadtteil Freimann zu erbauen. 1945 erbaute er sich das Welzenbacher-Haus in Absam, Tirol, wo er 1955 verstarb.
Ab 1947 war er Professor an der Akademie der bildenden Künste in Wien.
Im Jahr 1965 wurde in Wien-Donaustadt (22. Bezirk) die Welzenbachergasse nach ihm benannt. In Innsbruck heißt der Platz auf dem Areal des ehemaligen Adambräus, das jetzt von „aut. architektur und tirol“ und dem Archiv für Baukunst der Universität Innsbruck genutzt wird, seit 2004 Lois-Welzenbacher-Platz.

## Auszeichnungen
- 1905 Preis des Niederösterreichischen Gewerbevereines
- 1932 4. Preis im Wettbewerb für ein neues Kunstausstellungsgebäude in München
- 1955 Preis der Stadt Wien für Architektur
- 1976 Architekturpreis des Landes Salzburg

## Bauten (Auswahl)
| Foto |                 | Baujahr   | Name                                                                                                | Standort                                                  | Beschreibung                                                                                        | Metadaten                                                                |
| --- | --------------- | --------- | --------------------------------------------------------------------------------------------------- | --------------------------------------------------------- | --------------------------------------------------------------------------------------------------- | ------------------------------------------------------------------------ |
| ja | Datei hochladen | 1922–1923 | Haus Mimi Settari, Bad Dreikirchen in Südtirol · Wikidata                                           | Standort                                                  | Anmerkung:                                                                                          | P84(Architekt): P131(Ort):Barbian Region-ISO:IT-BZ                       |
| | Datei hochladen | 1926      | Fest- und Markthalle Feldkirch                                                                      | Montfortplatz 1, Feldkirch Standort                       | zerstört Auch „Volkshalle“ genannt. Anmerkung: In der Nacht vom 6. auf den 7. Juli 1973 abgebrannt. | P84(Architekt): P131(Ort):                                               |
| ja | Datei hochladen | 1926      | Haus Arnold / heute Botschaftsresidenz des Großherzogtums Luxemburg HERIS-ID: 48761                 | Sternwartestraße 83, Wien 18 Standort                     | | P84(Architekt):Lois Welzenbacher P131(Ort):Wien Region-ISO:AT-9          |
| ja | Datei hochladen | 1926–1927 | Sudhaus des Adambräu                                                                                | Standort                                                  | → Hauptartikel : Adambräu f1                                                                        | P84(Architekt): P131(Ort):Innsbruck Region-ISO:AT-7                      |
| ja | Datei hochladen | 1926–1927 | Städtische Licht- und Kraftwerke Innsbruck – Verwaltung HERIS-ID: 62068 Objekt-ID: 74585 TKK: 20302 | Salurner Straße 11 Standort                               | Anmerkung: heute Verwaltungsgebäude der Innsbrucker Kommunalbetriebe, IKB (auch: EWI)               | P84(Architekt): P131(Ort):Innsbruck Region-ISO:AT-7                      |
| | Datei hochladen | 1928      | Tanzcafe Reisch in Kitzbühel TKK: 11527                                                             | Vorderstadt 8–10, Kitzbühel Standort                      | verändert Anmerkung:                                                                                | P84(Architekt): P131(Ort):Kitzbühel Region-ISO:AT-7                      |
| | Datei hochladen | 1928–1929 | Haus Schulz in Recklinghausen                                                                       |                                                           | verändert Anmerkung: nach Kriegsschäden stark verändert                                             | P84(Architekt): P131(Ort):                                               |
| BW | Datei hochladen | 1928–1930 | Haus Buchroithner, Schmittengraben in Zell am See                                                   | Schmittenstrasse 15, Zell am See Standort                 | Anmerkung:                                                                                          | P84(Architekt): P131(Ort):                                               |
| ja | Datei hochladen | 1929–1930 | Rosenbauer-Villa HERIS-ID: 38250 Objekt-ID: 37765                                                   | Kaindlweg 12, Puchenau Standort                           | | P84(Architekt): P131(Ort):Puchenau Region-ISO:AT-4                       |
| [[Vorlage:Bilderwunsch/code!/C:47.2829,11.5097!/D:Turmhotel Seeber in Hall in Tirol Thurnfeldgasse 1a, 6060 Hall in Tirol !/\|BW]] | Datei hochladen | 1930–1931 | Turmhotel Seeber in Hall in Tirol                                                                   | Thurnfeldgasse 1a, 6060 Hall in Tirol Standort            | Anmerkung: heute: Parkhotel.                                                                        | P84(Architekt):Lois Welzenbacher P131(Ort):Hall in Tirol Region-ISO:AT-7 |
| ja | Datei hochladen | 1931      | Haus Proxauf in Arzl bei Innsbruck HERIS-ID: 39528 Objekt-ID: 39294 TKK: 116278                     | Wolfsgrube 9 Standort                                     | | P84(Architekt): P131(Ort):Innsbruck Region-ISO:AT-7                      |
| | Datei hochladen | 1931–1933 | Kinderheim Ehlert in Bad Hindelang, Allgäu                                                          |                                                           | zerstört Anmerkung:                                                                                 | P84(Architekt): P131(Ort):                                               |
| BW | Datei hochladen | 1932      | Haus Heyrovsky in Thumersbach bei Zell am See                                                       | Lohningsteinweg 20, Zell am See - Thumersbach Standort    | Anmerkung: Architekturpreis des Landes Salzburg von 1976.                                           | P84(Architekt): P131(Ort):                                               |
| | Datei hochladen | 1934      | Kurhaus und Saalbau in Oberstdorf                                                                   | Koordinaten fehlen! Hilf mit.                             | | P84(Architekt): P131(Ort):                                               |
| BW | Datei hochladen | 1934      | Haus für den Bergführer Wex am Oberjoch, Allgäu                                                     | Hirschbergstraße 16, Bad Oberdorf, Bad Hindelang Standort | Anmerkung:                                                                                          | P84(Architekt): P131(Ort):                                               |
| BW | Datei hochladen | 1934      | Haus Koppe über Klais, Karwendel, Oberbayern                                                        | An der Kirchleiten 5, Klais Standort                      | Anmerkung:                                                                                          | P84(Architekt): P131(Ort):                                               |
| | Datei hochladen | 1935      | Kino in Mittenwald                                                                                  | Koordinaten fehlen! Hilf mit.                             | Anmerkung: heute Supermarkt.                                                                        | P84(Architekt): P131(Ort):                                               |
| | Datei hochladen | 1935      | Hotel am Lautersee in Mittenwald                                                                    | Koordinaten fehlen! Hilf mit.                             | | P84(Architekt): P131(Ort):                                               |
| | Datei hochladen | 1935      | Entwurf einer Villa für Hans Albers in Feldafing                                                    |                                                           | Entwurf Anmerkung: nicht ausgeführt                                                                 | P84(Architekt): P131(Ort):                                               |
| | Datei hochladen | 1935      | Entwürfe für Autobahnraststätten                                                                    |                                                           | Entwurf                                                                                             | P84(Architekt): P131(Ort):                                               |
| ja | Datei hochladen | 1936–1937 | Terrassenhotel in Bad Hindelang (Bad Oberdorf) · Wikidata                                           | Jochstraße 50 Standort                                    | verändert Anmerkung:                                                                                | P84(Architekt): P131(Ort):Bad Hindelang Region-ISO:DE                    |
| | Datei hochladen | 1936–1938 | Wohnhaus, Gefolgschaftshaus, Pförtnerhaus und Arbeitersiedlung für die Lederfabrik Ranz in Schongau | Koordinaten fehlen! Hilf mit.                             | Anmerkung:                                                                                          | P84(Architekt): P131(Ort):                                               |
| [[Vorlage:Bilderwunsch/code!/C:47.7544497,12.678199!/D:Haus Schmucker in Ruhpolding Gnaig 1 !/\|BW]]                               | Datei hochladen | 1938–1939 | Haus Schmucker in Ruhpolding · Wikidata                                                             | Gnaig 1 Standort                                          | Anmerkung:                                                                                          | P84(Architekt): P131(Ort):Ruhpolding Region-ISO:DE                       |
| | Datei hochladen | 1938–1939 | Entwurf für ein Kino in Brannenburg                                                                 |                                                           | Entwurf Anmerkung: nicht ausgeführt                                                                 | P84(Architekt): P131(Ort):                                               |
| | Datei hochladen | 1938–1939 | Entwurf für das Kino „Atlantikpalast“ am Isartor in München                                         |                                                           | Entwurf Anmerkung: nicht ausgeführt                                                                 | P84(Architekt): P131(Ort):                                               |
| | Datei hochladen | 1939      | Kino „Reheis“ in Wasserburg am Inn                                                                  | Koordinaten fehlen! Hilf mit.                             | | P84(Architekt): P131(Ort):                                               |
| | Datei hochladen | 1939      | Entwurf für ein Kino in Eichstätt                                                                   |                                                           | Entwurf Anmerkung: nicht ausgeführt                                                                 | P84(Architekt): P131(Ort):                                               |
| ja | Datei hochladen | 1939–1944 | Siebel Flugzeugwerke in Halle (Saale)                                                               | Koordinaten fehlen! Hilf mit.                             | Anmerkung: 1947 bis auf die verbliebene Wartehalle abgerissen                                       | P84(Architekt): P131(Ort):                                               |
| | Datei hochladen | 1943      | Entwurf für ein Kino in Abensberg                                                                   |                                                           | Entwurf Anmerkung: nicht ausgeführt                                                                 | P84(Architekt): P131(Ort):                                               |
| | Datei hochladen | 1945      | Haus Welzenbacher in Absam                                                                          | Krüseweg 17, Absam Standort                               | verändert Anmerkung: In den 1990er Jahren wurde das Haus erweitert und dadurch stark verändert.     | P84(Architekt): P131(Ort):                                               |
| ja | Datei hochladen | 1951      | Pfarrhaus Saggen HERIS-ID: 12008 Objekt-ID: 8141 TKK: 115921                                        | Falkstraße 26, Innsbruck Standort                         | | P84(Architekt): P131(Ort):Innsbruck Region-ISO:AT-7                      |
| ja | Datei hochladen | 1953/54   | Volks- und Hauptschule Afritschgasse HERIS-ID: 49237 Objekt-ID: 52879                               | Afritschgasse 56, Wien 22 Standort                        | Anmerkung: mit Robert Ulrich                                                                        | P84(Architekt): P131(Ort):Donaustadt Region-ISO:AT-9                     |